# 11694 Esterhuysen
Esterhuysen (asteróide 11694) é um asteróide da cintura principal, a 2,0834307 UA. Possui uma excentricidade de 0,1031133 e um período orbital de 1 293,17 dias (3,54 anos).
Esterhuysen tem uma velocidade orbital média de 19,54213501 km/s e uma inclinação de 3,72421º.
Este asteróide foi descoberto em 20 de Março de 1998 por LINEAR.